# 斯圖加特市立圖書館
斯圖加特市立圖書館（德語：Stadtbibliothek Stuttgart）是德國斯圖加特市內的公共圖書館。原本的市立圖書館設立於威廉宮（Wilhelmspalais），而在1997年，斯圖加特市政府決定興建一棟全新的市立圖書館，因此聯同德國鐵路舉辦設計比賽。比賽是由韓籍建築師李恩揚勝出，建造費接近8000萬歐元，單是內部裝修已經用了400萬歐元!新的斯圖加特市立圖書館於2011年竣工，設計以線條俐落簡單為主，呈一巨大正方體。其特色設計贏得2013年年度圖書館大獎。